# Ancylocera sallei
Ancylocera sallei là một loài bọ cánh cứng trong họ Cerambycidae.